# Crímenes de guerra nazis en la Unión Soviética

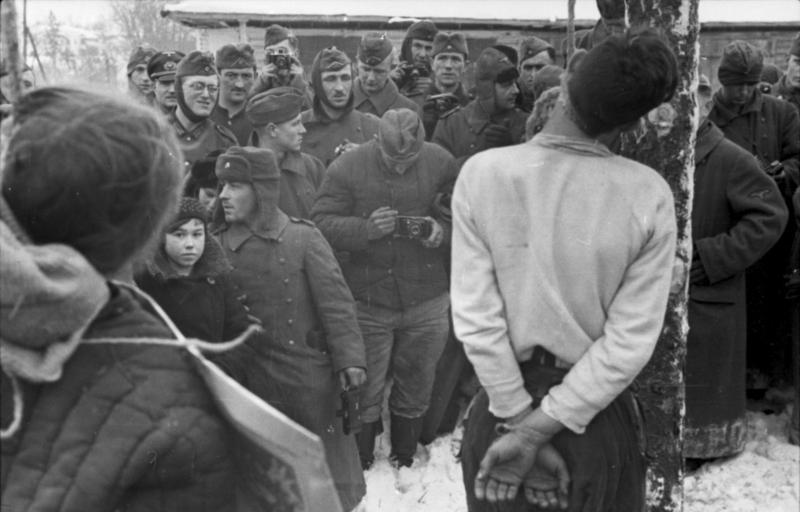
Soldados alemanes fotografían la ejecución en la horca de partisanos soviéticos.

Los crímenes de guerra alemanes en la Unión Soviética se refieren a los crímenes de guerra cometidos por las tropas de la Alemania nazi durante la Operación Barbarroja, el plan nazi para la invasión de la Unión Soviética. Los preparativos de esta operación se iniciaron el 18 de diciembre de 1940, cuando Adolf Hitler ordenó a sus generales preparar un plan para la invasión de la Unión Soviética. Seis meses más tarde, comenzó a ejecutarse la Operación Barbarroja que sería la primera fase de la Gran Guerra Patria, denominación concedida por el pueblo ruso a la guerra contra la Alemania nazi. Este conflicto fue acompañado por el exterminio de poblaciones civiles. La guerra nazi-soviética de 1941-1945 fue muy probablemente, la guerra más sangrienta de la historia humana, con un total estimado de más de 30 millones de muertos.
De parte de los poderes del Eje una ideología racista desempeñó un papel primario a comienzos de la Segunda Guerra Mundial y condujo a muchos crímenes de guerra contra la población civil soviética durante la invasión alemana y ocupación de Rusia (1941-44). Aproximadamente 20 millones de civiles en la Unión Soviética perdieron sus vidas durante la guerra como un resultado directo o indirecto de las operaciones de combate y a su vez masacres cometidas por fuerzas nazis en medio de una política de aniquilación sistemática.
La guerra conducida por el Reich en la Unión Soviética estuvo muy particularmente compuesta de aspectos complementarios, militar (objetivo de desaparición total del Ejército Rojo), pero también político (liquidación de un Estado y de sus instituciones), humano (exterminación o reubicación de grandes capas de la población) y económico (esclavización económica de poblaciones, pillajes extremos, destrucción de la infraestructura y de los medios de producción no útiles para las necesidades inmediatas del Tercer Reich. Estos aspectos conformaron un proyecto de conjunto reivindicado por los teóricos nazis: la creación de un Lebensraum al Este que sería edificado sobre las cenizas del mundo eslavo llevado a un estado pre-civilizacional. Para organizar el espacio conquistado, era indispensable una «limpieza» del mismo. Heinrich Himmler sería encargado de esta tarea por una directiva firmada por Wilhelm Keitel el 16 de marzo de 1941.
Por su amplitud sin precedentes (20 millones de alemanes portaron en algún momento el uniforme de la Wehrmacht en el frente ruso, mientras que cerca de 35 millones de soviéticos fueron movilizados entre 1941 y 1945, hasta 65 millones de soviéticos se encontraron en territorios ocupados por los alemanes, 17 millones fueron desplazadas hacia el Este en 1941 para escapar de esta ocupación) y por las consecuencias trágicas que conllevó en la vida y el destino de decenas de millones de seres humanos, este proyecto ideológico así como sus puestas en marcha concretas, constituyó sin duda un fenómeno único en la historia europea. Esta voluntad de aniquilación desempeñó un rol esencial en las inmensas pérdidas en vidas humanas que tuvo la Unión Soviética entre 1941 y 1945. Salvo los comandantes de los Einsatzgruppen y algunos altos mandos, en particular el mariscal Wilhelm Keitel (ejecutado en la horca después de los juicios de Núremberg), la mayoría de oficiales superiores de la Wehrmacht, del RSHA y de la Waffen-SS que participó en las masacres cometidas en la Unión Soviética no fueron procesados por estas acciones después de la capitulación de Berlín del 9 de mayo de 1945.

## Plan previo a la invasión de junio de 1941
El 31 de marzo de 1941, Adolf Hitler reunió a sus generales para informarles que la guerra contra la Unión Soviética tendría una "naturaleza especial". Declaró: El comunismo no ha sido ni nunca será para nosotros un camarada. La lucha que va a entablarse es una lucha de exterminio.
Antes de que las fuerzas armadas alemanas invadieran la Unión Soviética, los soldados recibieron órdenes que precisaban claramente la naturaleza de la Operación Barbarroja: se trataba de una guerra diferente a todas las campañas anteriores, se trataba de una "guerra entre ideologías", en la cual el adversario no podía ser considerado como "camaradas en armas".

## Balance
La comisión de historiadores conformada con ocasión de la Perestroika en 1987 estimó las pérdidas de este conflicto en 26,2 millones (alrededor del 16% de la población de la Unión Soviética en 1940), de los cuales más de 10 millones eran soldados y oficiales soviéticos (6,8 millones de muertes directas y 3,8 millones de prisioneros de guerra muertos a manos de la Wehrmacht), 11 millones fueron pérdidas civiles directas y 5 millones pérdidas civiles indirectas. El número de soldados del Ejército soviético muertos en combate representa cerca de 5.000 muertes por día, es decir, pérdidas cuatro veces más elevadas que aquellas sufridas por el Ejército imperial ruso sobre este mismo frente entre 1914 y 1917. Las pérdidas del ejército alemán en el Frente Oriental se estimaron en 2 millones de muertos y desaparecidos. Entonces, la guerra nazi-soviética de 1941-1945 fue, muy probablemente, el conflicto más sangriento de la historia humana, con un total estimado de más de 30 millones de muertos.
| Grupos | Nº de muertos                                   |
| --- | ----------------------------------------------- |
| Soldados soviéticos muertos en combate                                                                                | 6.800.000                                       |
| Prisioneros de guerra soviéticos muertos en campos de prisioneros alemanes                                            | 3.800.000                                       |
| Soldados soviéticos muertos en accidentes o fusilados por el NKVD                                                     | 550.000                                         |
| Total de soldados soviéticos muertos                                                                                  | 11.150.000                                      |
| Civiles muertos durante la ocupación en Rusia                                                                         | 1.800.000 (de los cuales 170.000 eran judíos)   |
| Civiles muertos durante la ocupación en Ucrania                                                                       | 3.500.000 (de los cuales 1.430.000 eran judíos) |
| Civiles muertos durante la ocupación en Bielorrusia                                                                   | 2.200.000 (de los cuales 810.000 eran judíos)   |
| Muertes a causa de la hambruna desencadenada por el Sitio de Leningrado (8 de septiembre de 1941-18 de enero de 1944) | 1.000.000                                       |
| Muertes debidas a las secuelas de la hambruna, bombardeos y enfermedades                                              | 5.365.000                                       |
| Total de muertes | 26.200.000                                      |

### Sobre el tratamiento a poblaciones civiles
- Bartov, Omer (1999). L’Armée d’Hitler. París: Hachette.
- Alexievitch, Svetlana (2004). La guerre n’a pas un visage de femme. París: Presses de la Renaissance. Colección de testimonios.
- Quellien, Jean (1995). Histoire de la Seconde Guerre Mondiale. París: Éd. O. France.
- Werth, Nicolas (2007). La terreur et le désarroi. Cap. 15: "La société soviétique dans la Grande Guerre Patriotique". París: Perrin.
- "Violence de guerre, violence du génocide: les Einsatzgruppen". En: S. Audoin-Rouzeau, Anette Becker et al. (dir.), La Violence de guerre, 1914-1945. París-Bruselas: IHTP-Complexe, 2002.
- Dallin, Alexander (1981). German Rule in Russia, 1941-1945. Londres: Macmillan.
- Stenegers, Jean. "Himmler et l'extermination de 30 millions de Slaves"

### Sobre las pérdidas civiles
- Iu. Poliakov (2001). La population de la Russie au XXe siècle. Tomo 2, 1940-1959. Moscú: Rosspen, cap. 7, págs. 128-165.
- "The Great Patriotic War". Voice of Russia, 2001.
- Crimes de la Wehrmacht. Dimensions de la guerre d'extermination. 1941-1944 Archivado el 16 de noviembre de 2011 en Wayback Machine.. Institut de recherches sociales de Hambourg, 2004.
- Sella, Amnon (1992). The Value of Human Life in Soviet Warfare. Londres-Nueva York: Routledge.
- Polian, Pavel (2002). Jertvy dvux diktatur (Víctimas de dos dictaduras). Moscú: Rospen, págs. 125-144.
- Michel, H (1978). La Seconde Guerre Mondiale. París: PUF, tomo 1.
- Lindqvist, Sven (2002). Exterminez toutes ces brutes. París: Le Serpent à Plumes.
- "Instructions de l'état-major de la VIe armée allemande, du 10 octobre 1941", citados en: Histoire du temps présent, 1939-1982. Messidor. 1982.
- Miquel, P. (1986). La Seconde Guerre Mondiale. París: Fayard. págs. 257-311.
- Grossman, Vassili (2007). Carnets de guerre. Calmann-Levy.
- Overy, Richard (1997). Russia's War. Blood upon the Snow. Nueva York.

### Sobre el tratamiento a prisioneros de guerra soviéticos
- Bartov, Omer (1999). L’Armée d’Hitler. París: Hachette.
- Werth, Nicolas (2007). La terreur et le désarroi. Cap. 15: "La société soviétique dans la Grande Guerre Patriotique". París: Perrin.
- Polian, Pavel (2002). "La violence contre les prisonniers de guerre soviétiques dans le IIIe Reich et en URSS". En: S. Audoin-Rouzeau, Anette Becker et al. (dir.), La Violence de guerre, 1914-1945. París-Bruselas: IHTP-Complexe, págs. 117-131.
- Keine Kameraden. Die Wehrmacht und die sowjetishen Kriegsgefangenen, 1941-1945. Berlín: Verlag J. H. W. Dietz Nachf, 1991, págs. 130-131.
- Werth, Alexander (1967). La Russie en guerre. Ed. A.M/Cal.
- Beevor, Antony (2002). La caída de Berlín.
- Nor, Jonathan (2006):

### Sobre la Shoah en la Unión Soviética ocupada
- Bartov, O. (2002). "Barbarossa et les origines de la solution finale". En: S. Audoin-Rouzeau, Anette Becker et al. (dir.), La Violence de guerre, 1914-1945. París-Bruselas: IHTP-Complexe, págs. 193-217.
- Edeiken, Yale F. Les Einsatzgruppen. Une introduction
- "Violence de guerre, violence du génocide: les Einsatzgruppen". En: S. Audoin-Rouzeau, Anette Becker et al. (dir.), La Violence de guerre, 1914-1945. París-Bruselas: IHTP-Complexe, 2002, pág. 225
- Hilberg, Paul (1998). La destruction des Juifs d'Europe. París: Fayard.
- Burin, Philippe (1995). "L'autre face du génocide". Le Monde Diplomatique, diciembre.
- Garrard, John y Carol (1996). The Bones of Berditchev. Nueva York: The Free Press.
- Grossman, V e Ilia Ehrenbourg (2001). Le livre noir. París: LGP. El Libro negro
- "La Shoah par balles. Ukraine. 1941-1944". Exposición de 2007 sobre las masacres en Ucrania. Memorial de la Shoah en París.

### Sobre la destrucción económica
- Quellien, Jean (1995). Histoire de la Seconde Guerre Mondiale. París: Ed. O France.
- Wright, G. (1971). L'Europe en guerre, 1939-1945. Armand Colin.
- Tribunal Internacional militar de Nuremberg (1949). "Proceso de grandes criminales de guerra", t. XXXIX.